# Monastère de Kamenac
Le monastère de Kamenac (en serbe cyrillique : Манастир Каменац ; en serbe latin : Manastir Kamenac) est un monastère orthodoxe serbe situé à Čestin, dans le district de Šumadija et dans la municipalité de Knić, dans le centre de la Serbie. Il est inscrit sur la liste des monuments culturels protégés de la république de Serbie (identifiant no SK 350).

## Histoire

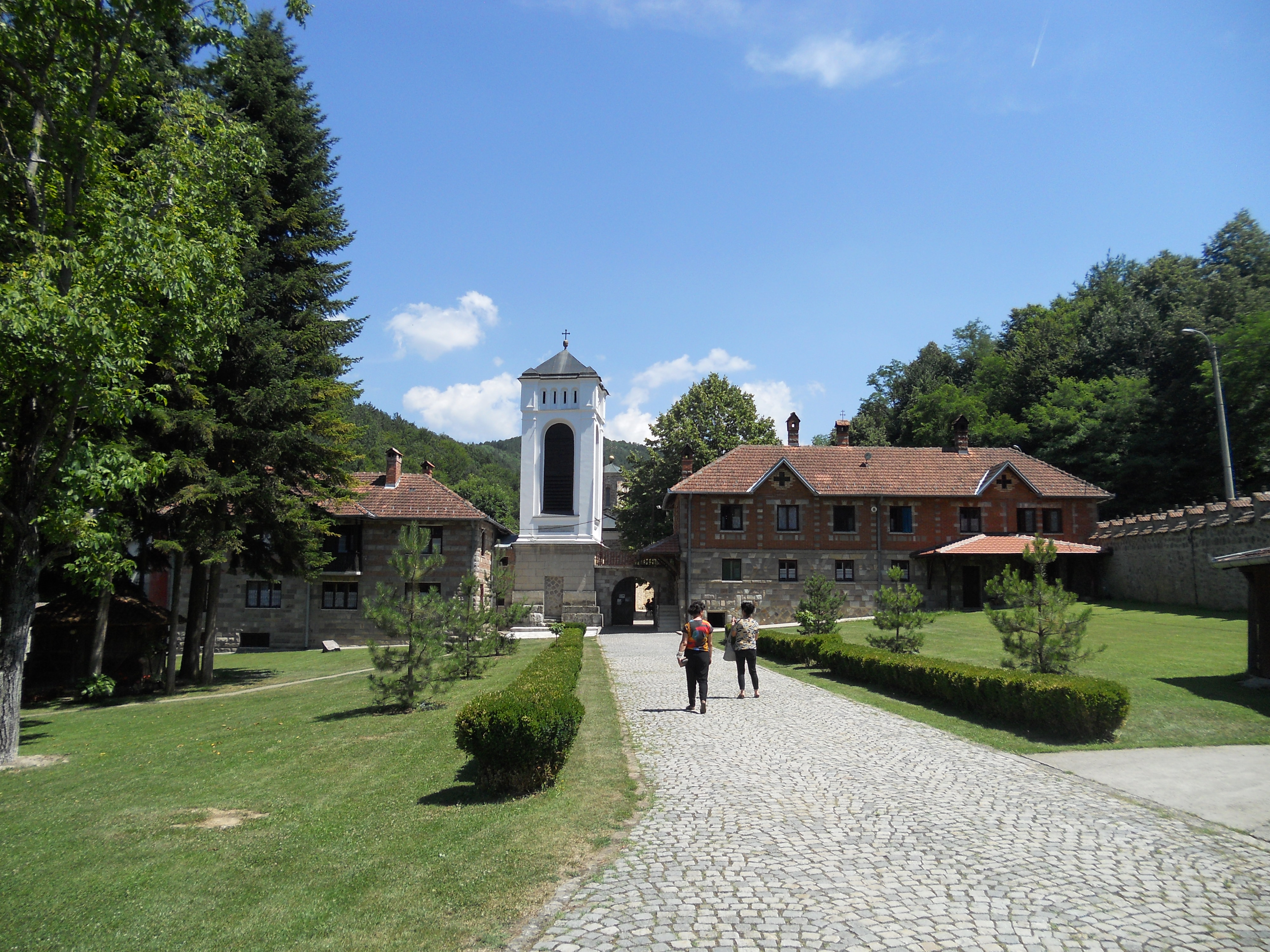
Vue du monastère.

Le monastère de Kamenac est situé à quelques kilomètres de Gruža, sur le territoire du village de Čestin. Il a été fondé par le despote Stefan Lazarević et s'est développé à la fin du XIVe siècle et au début du XVe siècle. Le monastère a été endommagé au moment de l'arrivée des Ottomans dans la région au milieu du XVe siècle ; il est mentionné dans des sources turques en 1528 et 1530. L'église du monastère a été restaurée en 1547, grâce aux efforts de l'higoumène Théophane, du prêtre Siméon et de la famille Kosirović, ainsi qu'en témoigne une inscription située au-dessus du portail d'entrée.
Une seconde restauration a eu lieu en 1700 et, au XVIIIe siècle, il est devenu un métoque du monastère de Kalenić. Il a encore été endommagé au moment du Premier et du second soulèvement serbe contre les Turcs, au début du XIXe siècle.
À l'origine, le monastère abritait des religieux mais, en 1966, il est devenu un monastère de femmes. Un nouveau konak y a été construit en 1979.

## Église
L'église s'inscrit dans un plan trilobé relativement simple ; une coupole élancée s'élève au-dessus du centre de la nef ; cette nef est dotée d'une voûte en berceau. L'ensemble est construit en pierre de taille, tandis que le sol est pavé de dalles de marbre carrées et rectangulaires. À l'extérieur, les façades sont pourvues d'une grande corniche moulurée courant au-dessous du toit, dans le style de l'école moravienne.
À l'intérieur, les murs, notamment ceux du narthex, ont été ornés de fresques en 1870. L'iconostase, sculptée dans le bois, a été installée dans l'église également en 1870 ; elle abrite 21 icônes peintes par Dimitrije Posniković.

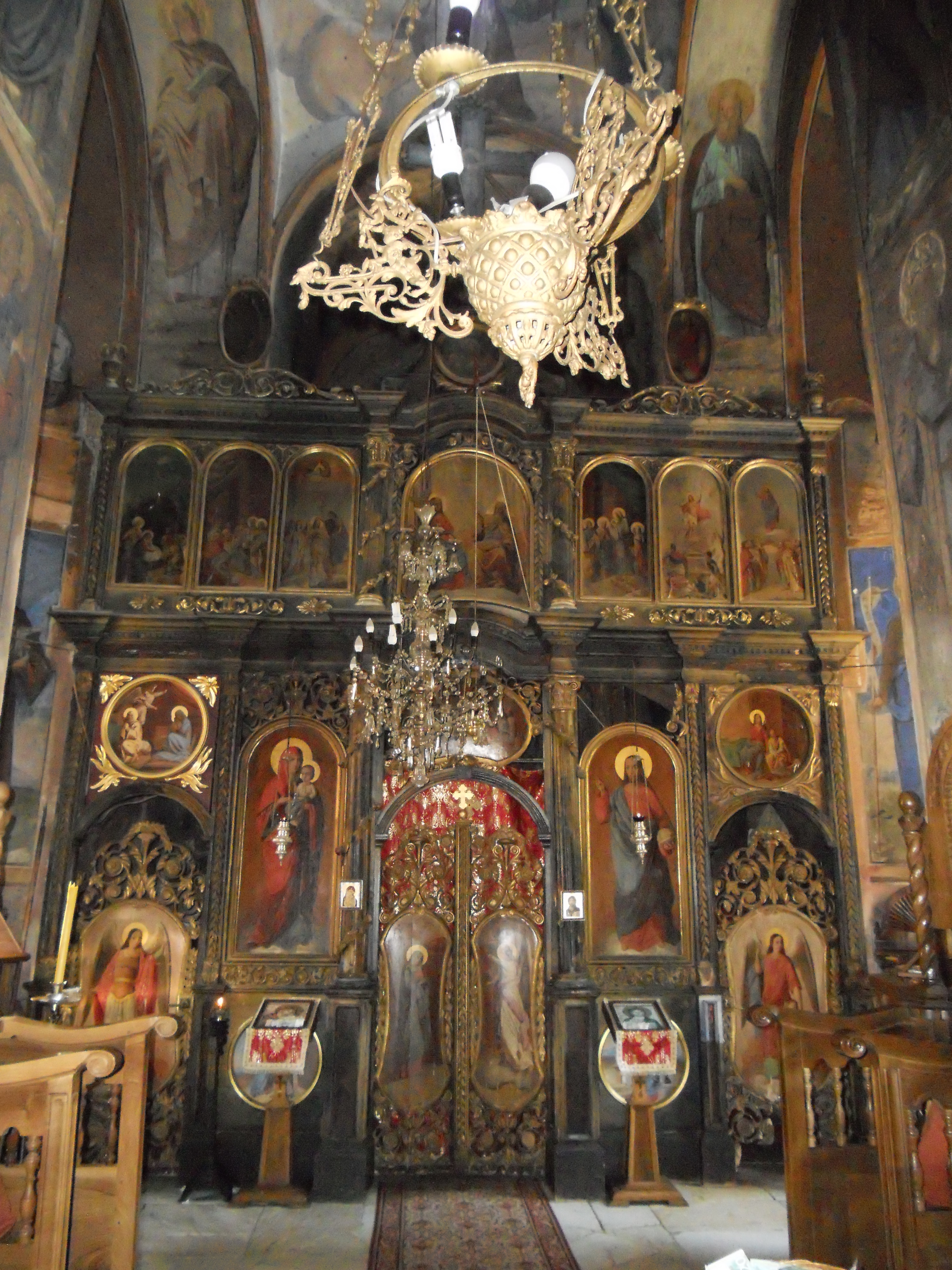
L'iconostase de l'église.